# Río Raposo
Vous pouvez partager vos connaissances en l’améliorant (comment ?) selon les recommandations des projets correspondants.
Le río Raposo est un fleuve de Colombie.

## Géographie
Le río Raposo prend sa source dans le parc national naturel des Farallones de Cali, sur le versant ouest de la cordillère Occidentale, dans le département de Valle del Cauca. Il coule ensuite vers le nord-ouest avant de se jeter dans l'océan Pacifique au sud de la ville de Buenaventura, au niveau de l'île Santa Bárbara.
La totalité du cours du río Raposo est situé dans la municipalité de Buenaventura.